# حجر بيلاطس
حجر بيلاطس هو حاجز تالف (82 سم × 65 سم) من الحجر الجيري المنحوت مع نقش سليم جزئيًا يُنسب إلى بيلاطس البنطي حاكم مقاطعة يهودا الرومانية من 26 إلى 36 م. تم اكتشافه في موقع قيسارية ماريتيما الأثري في عام 1961. تعتبر هذه القطعة الأثرية مهمة بشكل خاص لأنها اكتشاف أثري لنقش روماني أصيل من القرن الأول يذكر اسم «بيلاطس البنطي» ومعاصر لحياة بيلاطس ، ويتوافق مع ما هو معروف عن منصبه المذكور.   في الواقع ، يشكل النقش أقدم سجل مكتشف معاصر لبيلاطس،، والذي كان معروفًا في العهد الجديد، وفي كتابات المؤرخ اليهودي يوسيفوس والكاتب فيلون، ومراجع موجزة من قبل المؤرخين الرومان مثل تاسيتوس .